# Роджер Брук Тоні
Роджер Брук Тоні (англ. Roger Brooke Taney ; 17 березня 1777 - 12 жовтня 1864) - американський державний діяч. Народився в окрузі Калверт, Меріленд. Генеральний прокурор США.

## Біографія
З 1836 і до самої смерті займав крісло Верховного судді.
Став першим католиком серед Верховних суддів.
Найбільш відомий як автор тексту рішення Верховного суду у справі Дред Скотт проти Сендфорда, який визнав надання афроамериканцям громадянства незаконним.
|  | « … будучи ниже по рождению и полностью неспособными образовать союз с представителями белой расы на момент написания Конституции, не могут считаться гражданами.» |

Крім того, рішення відкрито забороняло Конгресу видавати закон, що забороняє рабство на території штатів та позбавляло рабів судового захисту як негромадян. Рішення встановило, що раби не можуть бути відібрані у власника без належної процедури.